# Tunnel Oude Maas
De Tunnel Oude Maas is een spoortunnel in Zwijndrecht en Puttershoek onder de Oude Maas. De tunnel maakt deel van de  HSL-Zuid.

## Bouwmethode
De tunnels is gebouwd als een afzinktunnel, met als diepste punt 20,87 meter -NAP. Omdat de tunnel deels naast diverse dijken loopt, is een kant van de tunnelbak waterkerend uitgevoerd. Er zijn deuren geïnstalleerd die een sifonwerking van de twee naastliggende polders IJsselmonde en de Hoeksche Waard kan voorkomen.
De tunnel bestaat uit afzinkelementen van 150 meter lang die in het bouwdok in Barendrecht gebouwd zijn, samen met de elementen voor de Tunnel Dordtsche Kil. De tunnel bestaat uit twee gescheiden tunnelbuizen met elke 150 meter deuren in de tussenwand.